# Nonnenstein
Der Nonnenstein ist ein 273,1 m ü. NHN hoher Berg im Wiehengebirge nördlich von Rödinghausen. Er liegt exakt auf der Grenze zwischen den nordrhein-westfälischen Kreisen Minden-Lübbecke und  Herford. Der Nonnenstein wird in älterer Literatur auch als Rödinghauser Berg bezeichnet.

## Berghöhe
In Bezug auf die Höhe des Berges gibt es eine Kuriosität: Aufgrund eines Vermessungs- oder Übertragungsfehlers nahm man bis in die 1960er Jahre an, dass der Nonnenstein 325 Meter hoch und damit der höchste Berg des Wiehengebirges sei. Bisweilen wurden ihm in älteren lexikalischen Werken Anfang des 20. Jahrhunderts, also längst in einer Zeit, als das Vermessungswesen durchaus genaue Werte liefern konnte und die Höhe anderer Berge, wie z. B. die der Zugspitze, bereits auf den Meter genau bestimmt waren, sogar eine Höhe von 336 Meter angedichtet. Tatsächlich ist der Nonnenstein jedoch nur 273 Meter hoch, also 52 bzw. 63 Meter niedriger als bisweilen angenommen und auch augenscheinlich niedriger als der 319,6 m hohe Heidbrink. Nach dem Heidbrink besitzt der Nonnenstein aber immerhin die zweithöchste Schartenhöhe im Wiehengebirge und ist ferner der höchste Berg des Wiehengebirges im Kreis Herford.

## Sage
Laut einer Sage verdankt der Nonnenstein seinen Namen einem schönen Burgfräulein namens Hildburga: Sie war die Tochter des Ritters, dessen Burg auf dem Berg stand. Zum Missfallen ihres Vaters war das Fräulein in den armen Ritter vom Limberg verliebt, und so veranstaltete der Vater ein Turnier: Der Ritter, der gewinne, dürfe um ihre Hand anhalten. Und so kam es, dass sich am Ende des Turniers der Vater und der Ritter vom Limberg gegenüberstanden. Sie prallten mit ihren Pferden und Lanzen so stark aufeinander, dass sie sich gegenseitig aufspießten und starben.
Hildburga versprach nach diesem Drama, Nonne zu werden, und machte aus der Burg ihres Vaters ein Kloster. Nach ihrem Tod regierten die Nonnen dort so kaltherzig und erbarmungslos, dass die ansässigen, verarmten Bauern die Burg stürmten und bis auf einen einzigen Turm und den Grundstein zerstörten. Daher der Name „Nonnenstein“. Im Volksmund hat sich der Name des Berges irgendwann auch auf den Aussichtsturm übertragen:

## Aussichtsturm

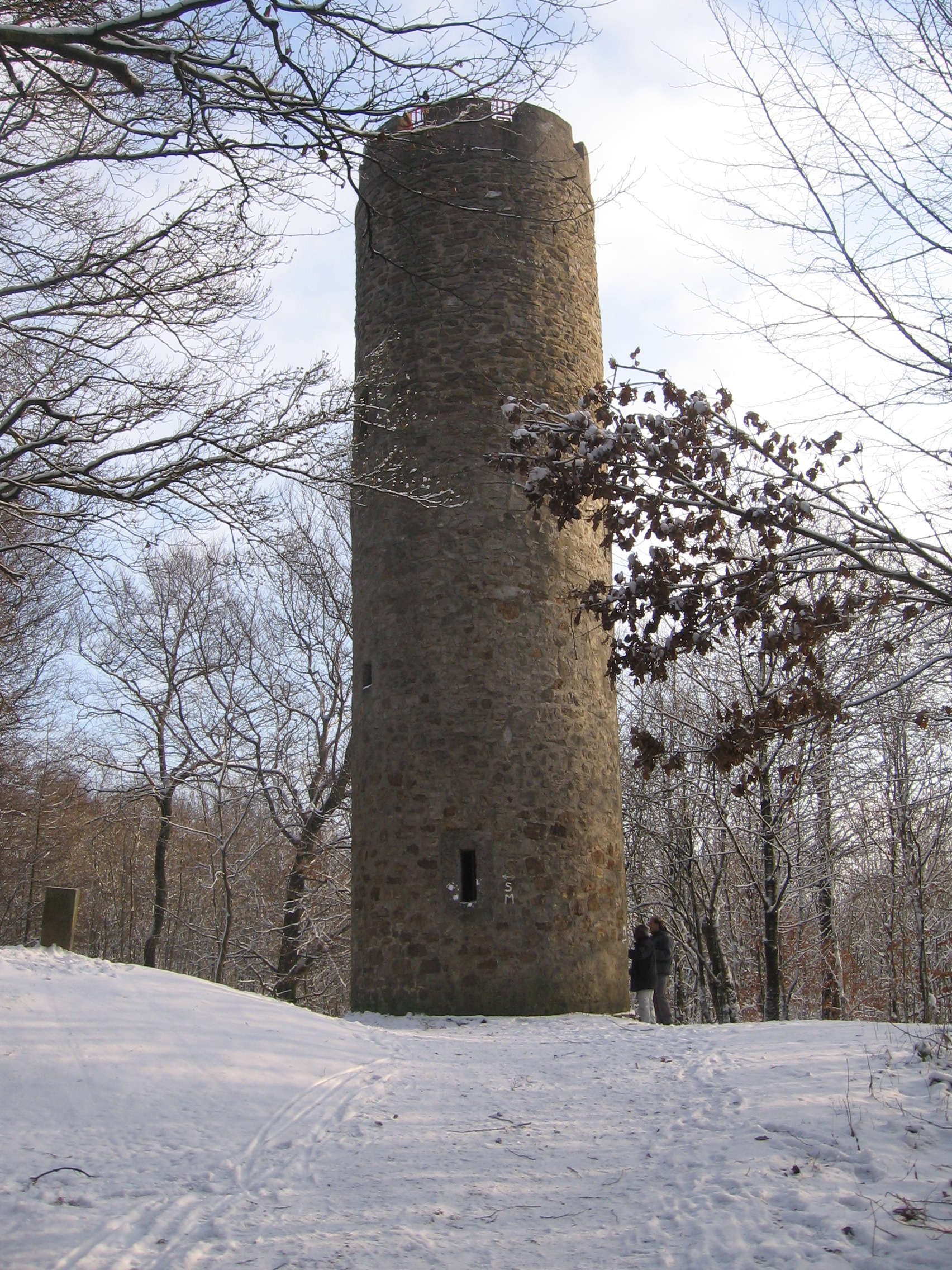
Der Aussichtsturm auf dem Nonnenstein

„Nonnenstein“ wird auch ein 14 Meter hoher Aussichtsturm auf dem Berg genannt (offiziell: Aussichtsturm auf dem Nonnenstein). Errichtet wurde das Bauwerk 1897 als neun Meter hoher „Kaiser-Wilhelm-Turm“, der einen zuvor vorhandenen hölzernen Turm ersetzte. 1968 wurde der Turm aufgrund des höher gewachsenen Baumbestandes auf die derzeitige Höhe von 14 Metern aufgestockt. 2014 wurde er umfangreich saniert. Über eine neu eingebaute Stahltreppe gelangt man über 70 Stufen zur Aussichtsplattform, von der man bei gutem Wetter und klarer Sicht bis zum Hermannsdenkmal in Lippe blicken kann.
Der stilisierte Aussichtsturm auf dem Nonnenstein ist im Wappen der Gemeinde Rödinghausen enthalten.

## Bismarck-Feuersäule

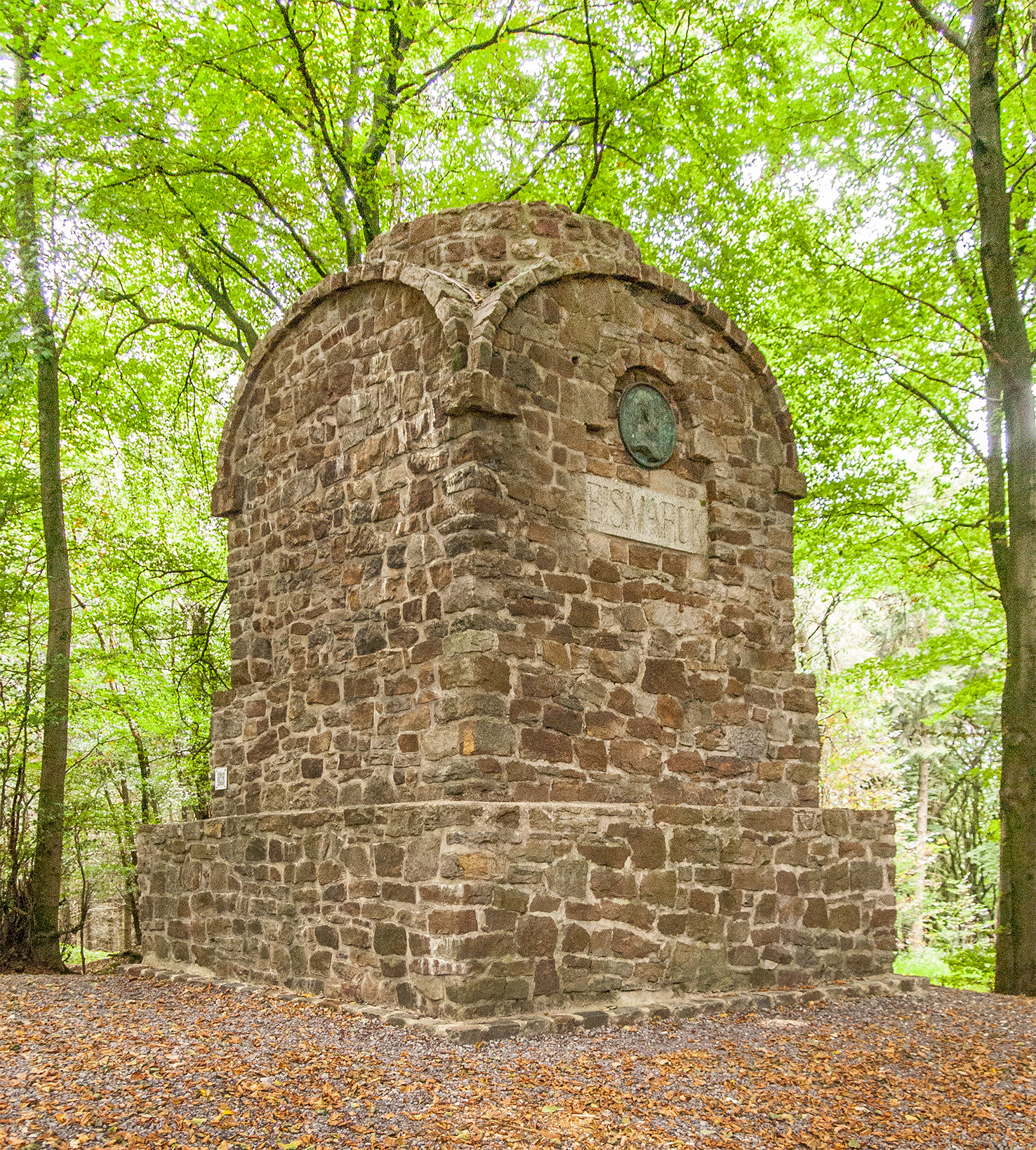
Bismarck-Feuersäule

100 Meter vom Turm entfernt wurde 1911 auf Anregung der Turnvereins Bünde sowie bismarckbegeisterter Bürger aus Rödinghausen die „Bismarck-Feuersäule“ errichtet, eine sechs Meter hohe Sandstein-Säule mit quadratischem Grundriss und einem Bismarck-Medaillon an der Vorderseite.

## Tourismus
Der Berg und sein Turm liegen auf der Strecke des Wittekindswegs, einem Abschnitt des europäischen Fernwanderwegs E11. Zusätzlich verlaufen Sachsenweg, Limberg-Nonnenstein-Weg und Meller Ringweg über den Gipfel. Nördlich des Gipfels verläuft der Eggetaler Panorama Rundwanderweg. Die Bismarck-Feuersäule dient als Schutzhütte.

## Sonstiges
In der sächsischen Schweiz gibt es am Rauenstein bei Rathen die „Burgwarte Nonnenstein“.